# John Haile
John Haile, né à une date et dans un lieu qui nous est inconnu mort le 4 mai 1535 à Tyburn, est un prêtre catholique anglais, exécuté pour s'être obstiné dans sa critique du roi Henri VIII sur ses nombreux mariages et divorces. 

## Biographie
Peu d'informations existent sur la vie de John Haile. Formé au collège Kings Hall de Cambridge, il est ordonné prêtre et vit sa vocation de manière parfaitement édifiante. Tout d'abord prêtre à Chelmsford dans l'Essex il est promu dans une paroisse plus prestigieuse, celle d'Isleworth le 13 août 1521. Il est arrêté en mars 1535 après dénonciation par les hommes du roi Henri VIII et accusé du crime de trahison pour s'être exprimé ouvertement contre le divorce et le remariage du roi. John Haile est finalement exécuté à Tyburn le 4 mai 1535. Il est accompagné sur l'échafaud des Chartreux de la chartreuse de Londres ainsi que du prêtre brigittin Richard Reynolds, confesseur de l'abbaye voisine de Syon. Il est le premier prêtre non religieux à être exécuté par Henri VIII et à être reconnu martyr par l'Eglise catholique.

## Vénération
Compté dans le groupe des Cinquante-quatre martyrs anglais, John Haile fut béatifié en 1886 par le pape Léon XIII.